# نفق العضلة المقربة
نفق العضلة المقربة (تَحْتَ الخَيَّاطِيَّة/قناة هنتر) عبارة عن نفق في الثلث الأوسط من الفخذ، يمتد من قمة المثلث الفخذي حتى الفتحة في العَضَلَة المُقَرِّبَة الكَبيرَة، فرجة العضلة المقربة.

## الحدود
يعبر نفق العضلة المقربة بين الحيز الأمامي للفخذ والحيز الأوسط للفخذ ولها الحدود التالية:
- الجزء الأمامي والأفقي العَضَلَةُ المُتَّسِعَةُ الإِنْسِيَّة.
- الجزء الخلفي العَضَلَةُ المُقَرِّبَةُ الطَّويلَة والعَضَلَةُ المُقَرِّبَةُ الكبيرة.
- الشكل السطحي والظاهري عضلة الفخذ.

يتم تغطيتها من قبل السفاق القوي الذي يمتد من العضلة المتسعة الإنسية، عبر الأوعية إلى العضلة المقربة الطويلة والعضلة المقربة الكبيرة.
- الواقع على السفاق هو عضلة (خياط) الفخذ.

## المحتويات
تحتوي القناة على الشريان الفخذي والوريد الفخذي وفروع العصب الفخذي (تحديدًا، العَصَبُ الصَّافِن، وعصب العضلة المتسعة الإنسية). وتتكون من ثلاث ثقوب: علوية وسفلية وأمامية. الشريان الفخذي مع الوريد والعصب الصافن يدخل هذه القناة من خلال الثقب العلوي. ثم العصب الصافن والوريد والشريان النازل يخرج عن طريق الثقب العلوي، واختراق الحاجز بين العضلات المقربة فاستو. وأخيرًا، فإن شريان الفخذ والوريد يخرجان عن طريق الثقب السفلي (وعادة ما تسمى) فُتْحَة العَضَلَةِ المُقَرَّبَةِ الكَبيرَة) عن طريق المساحة السفلية بين الرؤوس المائلة والوسطى للعَضَلَة المُقَرِّبَة الكَبيرَة

## مَسْماة
سمي هذا النفق نسبة إلى جون هنتر.

## صور إضافية

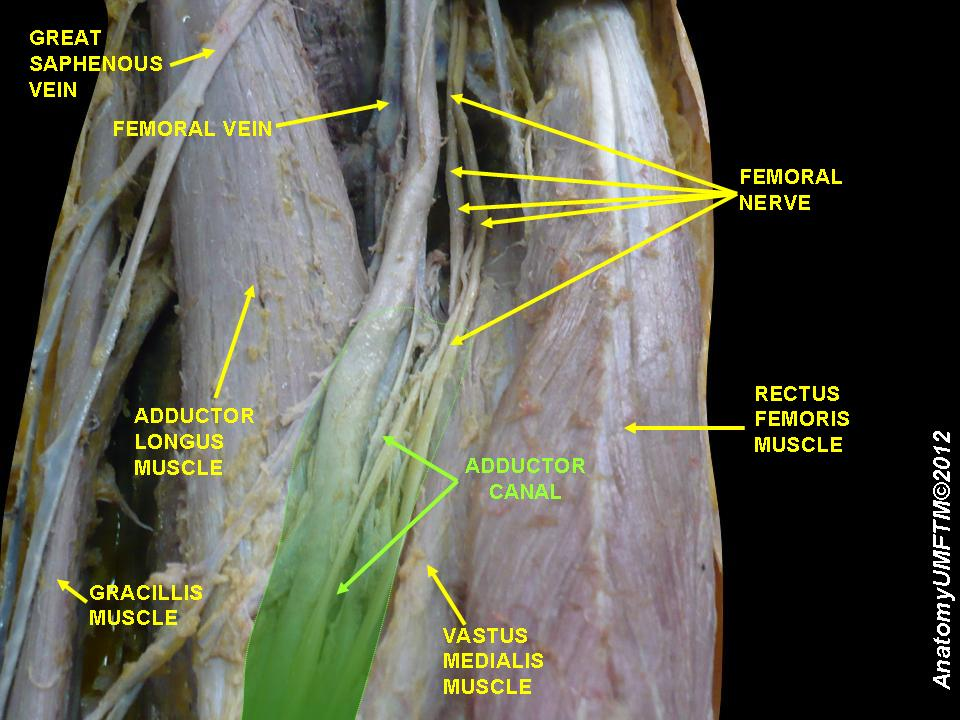
Adductor canal
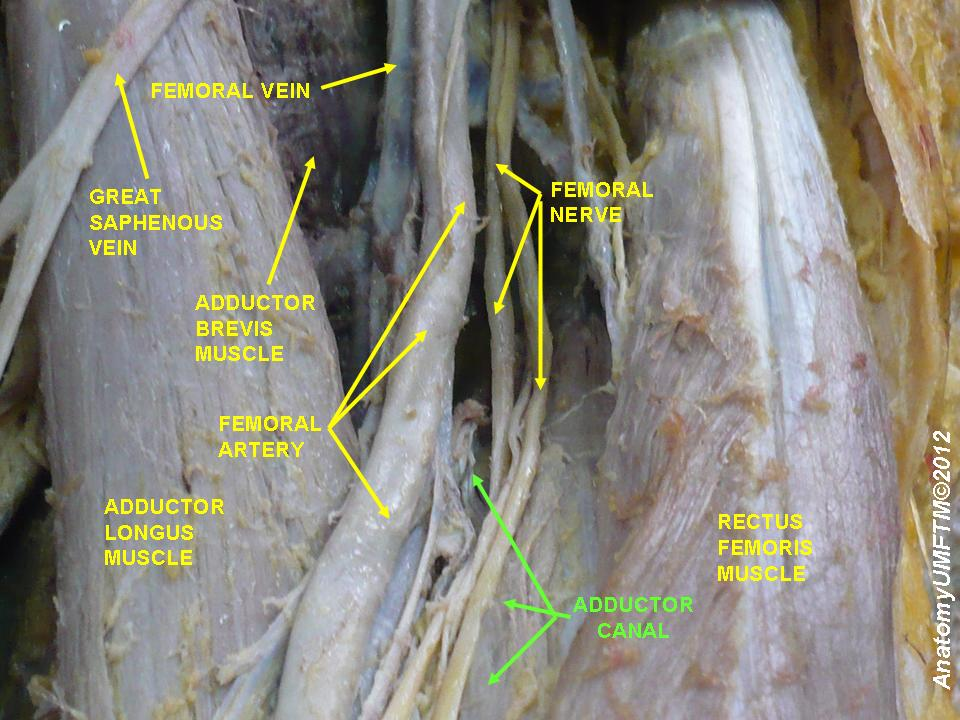
Adductor canal

## وصلات خارجية
- - "Anterior and Medial Thigh Region: Sartorius Muscle and the Adductor Canal"
- - "Anterior and Medial Thigh Region: Structures of the Adductor Canal"